# Grigorij Jawlinski
Grigorij Aleksiejewicz Jawlinski, ros. Григорий Алексеевич Явлинский (ur. 10 kwietnia 1952 we Lwowie) – rosyjski ekonomista i polityk, współtwórca i wieloletni lider partii Jabłoko. Planował start w wyborach w 2008 roku. W czerwcu 2008 na stanowisku szefa partii zastąpił go Siergiej Mitrochin.